# EN398
A EN398 é uma estrada nacional portuguesa, que liga Olhão com Santa Catarina da Fonte do Bispo, do município de Tavira, situados na região do Algarve, com uma extensão de 13 km.